# Abyssochrysos xouthos
Abyssochrysos xouthos is een slakkensoort uit de familie van de Abyssochrysidae. De wetenschappelijke naam van de soort is voor het eerst geldig gepubliceerd in 2000 door Killeen & Oliver.